# Sarah Orne Jewett
Sarah Orne Jewett (ur. 3 września 1849, South Berwick, zm. 24 czerwca 1909, South Berwick) – amerykańska powieściopisarka i autorka opowiadań.

## Życiorys
Urodziła się w South Berwick w stanie Maine i tam spędziła prawie całe życie. Jej rodzicami byli Theodore Herman i Caroline Frances Perry Jewettowie. Naukę szkolną zakończyła w 1865 i poświęciła się pisaniu. Zadebiutowała w wieku 19 lat w Atlantic Monthly opowiadaniem Mr. Bruce. William Dean Howells namówił ją do wydania opowiadań w formie książki. Była wczesną feministką. Nigdy nie wyszła za mąż. Od roku 1881 mieszkała w Bostonie z przyjaciółką, pisarką Annie Fields, odkąd tamta owdowiała. Razem podróżowały do Europy i prowadziły salon literacki. W 1902 doznała nieszczęśliwego wypadku, który zakończył jej karierę.

## Twórczość
Akcja jej najbardziej znanych utworów toczy się w stanie Maine. Opisywała z uczuciem tamtejsze krajobrazy, miała ucho do dialogów. Najbardziej charakterystyczne jej dzieła to nowela The Country of the Pointed Firs (1896), powieść A Country Doctor (1884), o dziewczynie z Nowej Anglii, która chce zostać lekarką, a nie gospodynią domową; i A White Heron (1886), zbiór opowiadań. W 1916 ukazały się jej poezje zebrane (Verses). W liryce trzymała się utartych wzorców, stosując regularne metrum i wyraziste rymy. Jest autorką między innymi wierszy A Night in June, At Waking, Dunluce Castle, To My Father i A Farmer's Sorrow, jak również The Soul of the Sunflower i Two Musicians.